# Lady from Chungking
Pour plus de détails, voir Fiche technique et Distribution.
Lady from Chungking est un film américain réalisé par William Nigh, sorti en 1942.

## Synopsis
Pendant la Seconde Guerre mondiale, les guérilleros chinois se battent contre les forces d’occupation japonaises. Une jeune femme est la chef secrète des villageois, qui complotent pour sauver deux pilotes de Tigres volants abattus qui sont actuellement sous la garde des Japonais. La mission de sauvetage prend encore plus d’importance avec l’arrivée d’un général japonais, ce qui signale une offensive majeure en cours dans la région.

## Fiche technique
- Titre : Lady from Chungking
- Réalisation : William Nigh
- Scénario : Sam Robins et Milton Raison
- Photographie : Marcel Le Picard
- Montage : Charles Henkel Jr. (en)
- Pays d'origine : États-Unis
- Format : Noir et blanc - 1,37:1
- Genre : drame
- Date de sortie : 1942

## Distribution
- Anna May Wong : Kwan Mei
- Harold Huber : Général Kaimura
- Mae Clarke : Lavara
- Rick Vallin : Rodney Carr
- Paul Bryar (en) : Pat O'Rourke
- Ted Hecht : Lieutenant Shimoto
- Ludwig Donath : Hans Gruber